# 찬드라 왕조
찬드라 왕조(벵골어: চন্দ্র রাজবংশ)는 인도 아대륙의 벵골 지역에서 유래한 불교 왕조로, 벵골의 사마타타 지역과 북부 아라칸 지역을 통치했다. 나중에는 북쪽에 있는 팔라 제국의 이웃이 되었다. 찬드라 왕국의 통치자들은 불교를 믿었다. 찬드라 왕조의 왕은 촐라 왕조의 티루물라이 비문에서 방걀라데샤의 왕으로 확인되었다. 왕조는 서기 4세기경에 건국되었다.

## 역사
아난다찬드라 비문(서기 729년)에는 찬드라 왕조가 서기 370년에 드벤찬드라(또는 마하타잉 찬드라)에 의해 설립되었다고 언급되어 있다. 그는 안나베타 왕조가 끝난 후 와이탈리의 왕좌를 차지했다. 니티 찬드라 여왕의 예 담마 비문은 고고학적 근거에 따라 기원후 6세기 초로 거슬러 올라간다.
찬드라 왕국은 인도 아대륙의 마지막 불교 요새 중 하나였다. 왕국은 밀교 종파의 중심지로 번성했다. 이는 대승 불교가 동남아시아로 전파되는 데 중요한 역할을 했다.
찬드라 왕조는 스리칸드라 왕 중 한 명이 카마루파를 침공했기 때문에 옛 수도인 와이탈리를 떠나야 했다. 찬드라족은 이전 벵골의 지역 정치와 군사 역사에서 중요한 역할을 했다.
고빈다 찬드라 왕의 치세에 왕조는 남인도의 촐라 왕조의 침략으로 인해 결국 멸망하였다.

## 대외 관계
찬드라 왕국은 지금의 미얀마, 태국, 인도네시아 및 베트남에 있는 국가들과 무역망을 가지고 있었다. 자바 해안 주변의 10세기 난파선들은 남동벵골과 동남아시아 사이의 해상 연계의 증거를 제공한다. 청동 조각품들은 아마도 자와인들이 남동벵골의 찬드라 왕국으로부터 수입했을 것이다. 아랍 상인들 또한 찬드라 왕국과 무역을 했다.
아난다찬드라 왕은 그가 싱할라 왕 실라메가(아가보디 4세)에게 보낸 임무에 대해 언급한다(727-766).

## 고고학
왕조와 관련된 고고학 유적지는 방글라데시의 비크람푸르와 마이나마티, 미얀마 라카인주(버마)의 와이탈리 등 3곳이다.

## 교육
슈리하타에 있는 찬드라푸르 대학은 날란다, 탁실라, 마하스탄가르, 오단타푸리와 같은 다른 종교 기관들만큼이나 규모가 컸으며, 옥스퍼드, 케임브리지, 심지어는 자가달라 비하라보다 이전에 설립되었다. 찬드라푸르 대학은 스리찬드라 왕에 의해 만들어졌다. 대학의 정확한 위치는 발견되지 않았다. 찬드라푸르 대학은 다른 대학들과 인도의 불교 왕들이 설립한 비하라와 달리 독특했다. 찬드라푸르 대학의 교육과정은 불자인 찬드라고민의 문법을 제외한 힌두 샤스트라의 거의 모든 과목을 포함했다. 게다가 이 대학의 학생들도 힌두교의 브라만이었다. 9개의 수도원은 주로 힌두교의 브라만들에 의해 관리되었다. 이는 불교 왕인 스리찬드라가 차투르베다를 주로 가르치는 9개의 브라만 수도원을 위해 붓다의 이름으로 파심바흐에 땅을 하사했기 때문이다. 카말라칸타 굽타는 이 봉토를 가리켜 '다른 불교 왕 중에서도 특별한 것'이라고 불렀다.
25개 계층의 사람, 손님, 학생들 사이의 토지 분배는 대학에서 효율적인 행정을 의미한다. 자피르 세투에 따르면 이러한 행정 배치는 오늘날의 대학 시스템과 더 일치한다.

## 역대 군주
| #                                 | 왕호               | 재위년수  | 재위기간  |
| --------------------------------- | ------------------ | --------- | --------- |
| 단야와디와 와이탈리의 찬드라 왕조 |                    |           |           |
| 1                                 | 드벤찬드라         | 55        | 370-425   |
| 2                                 | 라자찬드라         | 20        | 425-445   |
| 3                                 | 칼라찬드라         | 9         | 445-454   |
| 4                                 | 데바찬드라         | 22        | 454-476   |
| 5                                 | 야즈나찬드라       | 7         | 476-483   |
| 6                                 | 찬드라반두         | 6         | 483-489   |
| 7                                 | 부미찬드라         | 7         | 489-496   |
| 8                                 | 부티찬드라         | 24        | 496-520   |
| 9                                 | 니티찬드라         | 55        | 520-575   |
| 7                                 | 비라찬드라         | 3         | 575-578   |
| 11                                | 프리티찬드라       | 12        | 578-90    |
| 12                                | 프리티비찬드라     | 7         | 590-597   |
| 13                                | 드리티찬드라       | 3         | 597-600   |
| 14                                | 마하비라*          | 12        | 600-12    |
| 15                                | 비라야자프*        | 12        | 612-24    |
| 16                                | 세빈렌*            | 12        | 624-36    |
| 17                                | 다르마수라*        | 13        | 636-49    |
| 18                                | 바즈라샤크티*      | 16        | 649-65    |
| 19                                | 다르마비자야*      | 36        | 665-701   |
| 20                                | 나렌드라비자야*    | 2년 9개월 | 701-703   |
| 21                                | 다르마찬드라*      | 16        | 703-720   |
| 22                                | 아난다찬드라*      | 9+        | 720-729+  |
| 하리켈라의 찬드라 왕조            |                    |           |           |
| 1                                 | 트라일로키야찬드라 | 30        | 900–930   |
| 2                                 | 스리찬드라         | 45        | 930–975   |
| 3                                 | 칼야나찬드라       | 25        | 975–1000  |
| 4                                 | 라다하찬드라       | 20        | 1000–1020 |
| 5                                 | 고빈다찬드라       | 30        | 1020–1050 |

## 서지
- Singh, Nagendra Kr. (2003). 《Encyclopaedia of Bangladesh》. Anmol Publications Pvt Ltd. 7–21쪽. ISBN 81-261-1390-1.
- Majumdar, Ramesh Chandra (1943). 《The History of Bengal》. Dacca: B.R. Publishing. 134–135, 192–197쪽. ISBN 81-7646-237-3.
- Chowdhury, Abdul Momin (1967). 《Dynastic History of Bengal》. Dacca: The Asiatic Society of Pakistan.
- Chowdhury, A. M. (2012). 〈Chandra Dynasty, The〉.   Islam, Sirajul; Jamal, Ahmed A. 《Banglapedia: National Encyclopedia of Bangladesh》 Seco판. Asiatic Society of Bangladesh.